# Campionato Nazionale Under-17
I campionati giovanili della categoria Under-17 costituiscono un insieme di manifestazioni della FIGC riservate ai calciatori minorenni. Le squadre delle società professionistiche sono gestite direttamente dal Settore Giovanile e Scolastico, mentre le altre sono delegate ai Comitati Regionali della Lega Nazionale Dilettanti.
Esso affonda le sue radici nel 1959, quando avvenne la trasformazione dell'allora campionato Ragazzi in Allievi, nome questo ultimo mantenuto fino alla stagione 2014-2015. Le società sportive, essendo nel 1959 state suddivise dalla Federazione Italiana Giuoco Calcio in Professionisti, Semipro e Dilettanti, disputarono dei campionati regionali misti di qualificazione che davano perciò alle migliori classificate l'accesso alle finali nazionali a seconda del campionato disputato dalla prima squadra: Allievi Professionisti, Allievi Semipro e Allievi Dilettanti. Solo a partire dal 1980, con l'eliminazione della categoria Semipro, le squadre professionistiche disputarono delle finali unificate che furono definite come Allievi Nazionali.
Le manifestazioni giovanili della categoria furono ridefinite nel 2011, omologandole largamente alla struttura dei sovrastanti campionati Juniores. Col cambio di nome del 2015 voluto per renderne più chiara la natura ai non addetti ai lavori, si dividono in Under-17 Serie A e B e Under-17 Serie C per i campionati nazionali, e Under-17 Dilettanti per tutti i restanti tornei regionali.

## Campionato Nazionale Under-17 Serie A e B
Il Campionato Nazionale Under-17 è un torneo a livello giovanile organizzato dal Settore Giovanile e Scolastico della FIGC. Vi prendono parte i calciatori Under-17 delle società iscritte alle due maggiori categorie professionistiche italiane, la Serie A e la Serie B, che sono obbligate a competervi.

### Albo d'oro
| Allievi Nazionali                         | Allievi Nazionali | Allievi Nazionali | Allievi Nazionali | Allievi Nazionali |
| Anno                                      | Finale            | Finale            | Finale            | Numero di squadre |
| Anno                                      | Vincitore         | Risultato         | 2º posto          | Numero di squadre |
| ----------------------------------------- | ----------------- | ----------------- | ----------------- | ----------------- |
| 1966-1967                                 | Torino            |                   |                   |                   |
| 1967-1968                                 |                   |                   |                   |                   |
| 1968-1969                                 |                   |                   |                   |                   |
| 1969-1970                                 |                   |                   |                   |                   |
| 1970-1971                                 |                   |                   |                   |                   |
| 1971-1972                                 | Torino            |                   |                   |                   |
| 1972-1973                                 | Torino            |                   |                   |                   |
| 1973-1974                                 |                   |                   |                   |                   |
| 1974-1975                                 |                   |                   |                   |                   |
| 1975-1976                                 | Torino            |                   |                   |                   |
| 1976-1977                                 | Lazio             |                   |                   |                   |
| 1977-1978                                 | Lazio             |                   |                   |                   |
| 1978-1979                                 |                   |                   |                   |                   |
| 1979-1980                                 | Torino            |                   |                   |                   |
| 1980-1981                                 | Roma              |                   |                   |                   |
| 1981-1982                                 | Bologna           | 4-1; 1-0          | Bari              |                   |
| Allievi Professionisti                    |                   |                   |                   |                   |
| Anno                                      | Finale            | Finale            | Finale            | Numero di squadre |
| Anno                                      | Vincitore         | Risultato         | 2º posto          | Numero di squadre |
| 1982-1983                                 | Roma              |                   |                   |                   |
| 1983-1984                                 | Napoli            |                   |                   |                   |
| 1984-1985                                 | Inter             |                   |                   |                   |
| 1985-1986                                 | Fiorentina        |                   |                   |                   |
| 1986-1987                                 | Inter             |                   |                   |                   |
| 1987-1988                                 | Napoli            |                   |                   |                   |
| 1988-1989                                 | Fiorentina        |                   |                   |                   |
| 1989-1990                                 | Napoli            |                   |                   |                   |
| 1990-1991                                 | Inter             |                   |                   |                   |
| 1991-1992                                 | Atalanta          |                   |                   |                   |
| 1992-1993                                 | Roma              |                   |                   |                   |
| 1993-1994                                 | Bari              |                   |                   |                   |
| 1994-1995                                 | Milan             |                   |                   |                   |
| 1995-1996                                 | Milan             | 3-1               | Inter             |                   |
| 1996-1997                                 | Napoli            |                   |                   |                   |
| 1997-1998                                 | Inter             |                   |                   |                   |
| 1998-1999                                 | Roma              |                   |                   |                   |
| 1999-2000                                 | Bari              |                   |                   |                   |
| 2000-2001                                 | Bologna           | 1-1 (4-2 dtr)     | Roma              |                   |
| 2001-2002                                 | Atalanta          |                   |                   |                   |
| 2002-2003                                 | Milan             | 2-0               | Roma              |                   |
| 2003-2004                                 | Parma             | 2-1               | Treviso           |                   |
| 2004-2005                                 | Atalanta          | 2-0               | Juventus          |                   |
| 2005-2006                                 | Juventus          | 1-1 (5-4 dtr)     | Fiorentina        |                   |
| 2006-2007                                 | Milan             | 4-0               | Genoa             |                   |
| 2007-2008                                 | Inter             | 1-0               | Empoli            |                   |
| 2008-2009                                 | Fiorentina        | 3-1               | Inter             |                   |
| 2009-2010                                 | Roma              | 1-0               | Juventus          |                   |
| 2010-2011                                 | Milan             | 1-0               | Empoli            |                   |
| Allievi Professionisti Serie A e B        |                   |                   |                   |                   |
| Anno                                      | Finale            | Finale            | Finale            | Numero di squadre |
| Anno                                      | Vincitore         | Risultato         | 2º posto          | Numero di squadre |
| 2011-2012                                 | Sampdoria         | 1-1 (10-9 dtr)    | Empoli            |                   |
| 2012-2013                                 | Parma             | 2-1               | Empoli            |                   |
| 2013-2014                                 | Inter             | 0-0 (4-2 dtr)     | Milan             |                   |
| 2014-2015                                 | Roma              | 2-1 (dts)         | Empoli            |                   |
| Campionato Nazionale Under-17 Serie A e B |                   |                   |                   |                   |
| Anno                                      | Finale            | Finale            | Finale            | Numero di squadre |
| Anno                                      | Vincitore         | Risultato         | 2º posto          | Numero di squadre |
| 2015-2016                                 | Atalanta          | 2-1 (dts)         | Inter             |                   |
| 2016-2017                                 | Inter             | 3-2 (dts)         | Atalanta          |                   |
| 2017-2018                                 | Roma              | 3-2               | Atalanta          | 42                |
| 2018-2019                                 | Inter             | 3-1               | Roma              | 39                |
| 2019-2020                                 | Non assegnato     | Non assegnato     | Non assegnato     |                   |
| 2020-2021                                 | Roma              | 3-1               | Genoa             |                   |
| 2021-2022                                 | Bologna           | 3-2               | Inter             |                   |
| 2022-2023                                 | Roma              | 2-1               | Inter             |                   |
| 2023-2024                                 | Roma              | 3-1               | Empoli            |                   |
| 2024-2025                                 | Torino            | 0-0 (5-3 dtr)     | Milan             |                   |

### Titoli per squadra
| Squadra    | Titoli | Edizioni |
| ---------- | ------ | --- |
| Roma       | 10     | 1980-1981, 1982-1983, 1992-1993, 1998-1999, 2009-2010, 2014-2015, 2017-2018, 2020-2021, 2022-2023, 2023-2024 |
| Inter      | 8      | 1984-1985, 1986-1987, 1990-1991, 1997-1998, 2007-2008, 2013-2014, 2016-2017, 2018-2019                       |
| Torino     | 6      | 1966-1967, 1971-1972, 1972-1973, 1975-1976, 1979-1980, 2024-2025                                             |
| Milan      | 5      | 1994-1995, 1995-1996, 2002-2003, 2006-2007, 2010-2011                                                        |
| Atalanta   | 4      | 1991-1992, 2001-2002, 2004-2005, 2015-2016                                                                   |
| Napoli     | 4      | 1983-1984, 1987-1988, 1989-1990, 1996-1997                                                                   |
| Fiorentina | 3      | 1985-1986, 1988-1989, 2008-2009                                                                              |
| Bologna    | 3      | 1981-1982, 2000-2001, 2021-2022                                                                              |
| Bari       | 2      | 1993-1994, 1999-2000                                                                                         |
| Lazio      | 2      | 1976-1977, 1977-1978                                                                                         |
| Parma      | 2      | 2003-2004, 2012-2013                                                                                         |
| Juventus   | 1      | 2005-2006 |
| Sampdoria  | 1      | 2011-2012 |

Fonte: Albo d'oro campionatoprimavera.com

## Campionato Nazionale Under-17 Serie C
Al Campionato Nazionale Under-17 Serie C prendono parte i calciatori Under-17 delle società iscritte alla terza e ultima categoria professionistica italiana, la Serie C, la cui partecipazione è obbligatoria. L’adesione di società di Serie A e B, prevista in passato, è cessata con la creazione del Campionato Nazionale Under-16.
La manifestazione è la continuazione degli ex campionati Allievi Semiprofessionisti ed Allievi C1 e C2, dell'ex Coppa Allievi Professionisti e degli ex campionati Allievi Professionisti I e II Divisione e  Nazionale Under-17 Lega Pro.

### Albo d'oro
Campionato Allievi Semiprofessionisti
- 1959-1960:
- 1960-1961:
- 1961-1962:
- 1962-1963:
- 1963-1964:
- 1964-1965:
- 1965-1966:
- 1966-1967:
- 1967-1968:  Como
- 1968-1969:
- 1969-1970:  Padova[23]
- 1970-1971:  Sant'Angelo
- 1971-1972:  Cremonese
- 1972-1973:
- 1973-1974:
- 1974-1975:  Giulianova[24]
- 1975-1976:  Giulianova
- 1976-1977:  Parma[25]
- 1977-1978:  Parma[26]

Campionato Allievi C1 e C2
- 1978-1979:  LVPA Frascati
- 1979-1980:  Juve Stabia
- 1980-1981:
- 1981-1982:
- 1982-1983:
- 1983-1984:
- 1984-1985:
- 1985-1986:
- 1986-1987:
- 1987-1988:
- 1988-1989:
- 1989-1990:
- 1990-1991:  Legnano[27]

Coppa Allievi Professionisti
| Anno      |                 |           |          |      |
| Anno      | Vincitore       | Risultato | 2º posto | Note |
| --------- | --------------- | --------- | -------- | ---- |
| 1991-1992 |                 |           |          |      |
| 1992-1993 |                 |           |          |      |
| 1993-1994 |                 |           |          |      |
| 1994-1995 | Barletta        |           |          |      |
| 1995-1996 | Nola            |           |          |      |
| 1996-1997 | Alzano Virescit |           |          |      |
| 1997-1998 | Palermo         |           |          |      |
| 1998-1999 | Maceratese      |           |          |      |
| 1999-2000 | AlbinoLeffe     |           |          |      |
| 2000-2001 | Foggia          |           |          |      |
| 2001-2002 | Foggia          |           |          |      |
| 2002-2003 | Savona          |           |          |      |
| 2003-2004 | Prato           |           |          |      |
| 2004-2005 | Fidelis Andria  |           |          |      |
| 2005-2006 | Sambenedettese  |           |          |      |
| 2006-2007 | Cavese          |           |          |      |
| 2007-2008 | Mezzocorona     |           |          |      |
| 2008-2009 | Mezzocorona     |           |          |      |
| 2009-2010 | Pro Belvedere   |           |          |      |
| 2010-2011 | Tritium         | 3-0       | Trapani  |      |

Campionato Allievi Professionisti I e II Divisione
| Anno      |             |           |              |      |
| Anno      | Vincitore   | Risultato | 2º posto     | Note |
| --------- | ----------- | --------- | ------------ | ---- |
| 2011-2012 | Frosinone   | 2-0       | Pro Vercelli |      |
| 2012-2013 | AlbinoLeffe | 3-0       | Fano         |      |
| 2013-2014 | Prato       | 2-0       | Carrarese    |      |
| 2014-2015 | Novara      | 3-0       | Reggina      |      |

Campionato Nazionale Under-17 Lega Pro
| Anno      |           |           |          |      |
| Anno      | Vincitore | Risultato | 2º posto | Note |
| --------- | --------- | --------- | -------- | ---- |
| 2015-2016 | Pavia     | 3-0       | Pisa     |      |
| 2016-2017 | Como      | 3-0       | Padova   |      |

Campionato Nazionale Under-17 Serie C
| Anno      |               |               |               |      |
| Anno      | Vincitore     | Risultato     | 2º posto      | Note |
| --------- | ------------- | ------------- | ------------- | ---- |
| 2017-2018 | Pordenone     | 3-0           | Prato         |      |
| 2018-2019 | Pordenone     | 2-2 (5-4 dtr) | Renate        |      |
| 2019-2020 | Non disputata | Non disputata | Non disputata |      |
| 2020-2021 | Como          | 3-1           | Monopoli      |      |
| 2021-2022 | Cesena        | 1-0           | Padova        |      |
| 2022-2023 | Vicenza       | 1-0           | AlbinoLeffe   |      |
| 2023-2024 | Renate        | 2-1           | Ancona        |      |
| 2024-2025 | Ternana       | 2-0           | Benevento     |      |

## Supercoppa Under-17
Per mantenere una forma di unitarietà nella categoria, dalla stagione 2011-2012 alla stagione 2018-2019 si è disputata la Supercoppa Under-17, già Supercoppa Allievi, tra la società campione d'Italia di Serie A e B e quella campione d'Italia di Lega Pro.

### Albo d'oro
| Anno |           |           |             |        |
| Anno | Vincitore | Risultato | 2º posto    | Note   |
| ---- | --------- | --------- | ----------- | ------ |
| 2012 | Frosinone | 3-0       | Sampdoria   | [ 28 ] |
| 2013 | Parma     | 1-0       | AlbinoLeffe | [ 29 ] |
| 2014 | Inter     | 2-0       | Prato       | [ 30 ] |
| 2015 | Roma      | 1-0       | Novara      | [ 31 ] |
| 2016 | Atalanta  | 3-0       | Pavia       | [ 32 ] |
| 2017 | Inter     | 3-0       | Como        | [ 33 ] |
| 2018 | Roma      | 4-1       | Pordenone   | [ 34 ] |
| 2019 | Inter     | 6-2       | Pordenone   | [ 35 ] |

### Titoli per squadra
| Squadra   | Titoli | Edizioni         |
| --------- | ------ | ---------------- |
| Inter     | 3      | 2014, 2017, 2019 |
| Roma      | 2      | 2015, 2018       |
| Atalanta  | 1      | 2016             |
| Frosinone | 1      | 2012             |
| Parma     | 1      | 2013             |

## Campionato Nazionale Under-17 Dilettanti
Il Campionato Nazionale Under-17 Dilettanti è indetto dal Settore Giovanile e Scolastico della FIGC ma è organizzato dai Comitati Regionali della LND, ed è aperto alle società aventi particolari requisiti, appartenenti alla Lega Nazionale Dilettanti e/o operanti in puro ambito giovanile. È a livello regionale, con una fase finale nazionale tra le squadre vincitrici di ciascuna regione italiana. A livello regionale, è altresì conosciuto come Allievi Elite o Under-17 Elite in determinate regioni.

### Albo d'oro
- 1949-1950:  Romulea
- 1951-1952:  Romulea
- 1959-1960:  Romulea
- 1960-1961:
- 1961-1962:  Juve Siderno
- 1962-1963:
- 1963-1964:
- 1964-1965:
- 1965-1966:
- 1966-1967:
- 1967-1968:
- 1968-1969:
- 1969-1970:
- 1970-1971:  Scalea, Scalea
- 1971-1972:  Libertas Tommaso Natale, Palermo
- 1972-1973:  Zingonia, Zingonia
- 1973-1974:  Armando Picchi, Livorno
- 1974-1975:  Audace U.S.A.C. Astro, Taranto
- 1975-1976:
- 1976-1977:
- 1977-1978:  Levante "C", Genova
- 1978-1979:
- 1979-1980:  Corsica Beinasco, Beinasco
- 1980-1981:  River 65, Chieti
- 1981-1982:  Libertas Adile Tommaso Natale, Palermo

| Anno      |                                       |               |                                       |        |
| Anno      | Vincitore                             | Risultato     | 2º posto                              | Note   |
| --------- | ------------------------------------- | ------------- | ------------------------------------- | ------ |
| 1982-1983 | Bisceglie                             |               |                                       |        |
| 1983-1984 | San Michele Cattolica Virtus, Firenze |               |                                       |        |
| 1984-1985 | ALMAS                                 |               |                                       |        |
| 1985-1986 | A.S. Bariviera Fadini, Milano         |               |                                       |        |
| 1986-1987 | U.S. Victoria Ivest, Torino           |               | Spes Montesacro, Roma                 |        |
| 1987-1988 | Renato Curi                           |               |                                       |        |
| 1988-1989 | Montebelluna                          |               |                                       |        |
| 1989-1990 | Renato Curi                           |               | Aldini U.N.E.S., Milano               |        |
| 1990-1991 | Aldini U.N.E.S., Milano               |               |                                       |        |
| 1991-1992 | Renato Curi                           |               | Aldini U.N.E.S., Milano               |        |
| 1992-1993 | Acilia                                |               |                                       |        |
| 1993-1994 | Renato Curi                           |               | Romulea                               |        |
| 1994-1995 | Renato Curi                           |               |                                       |        |
| 1995-1996 | Renato Curi                           |               |                                       |        |
| 1996-1997 | Aldini U.N.E.S., Milano               | (5-4 dtr)     | Pozzuoli                              |        |
| 1997-1998 | Pro Inter, Bari                       | 2-0           | Faenza                                |        |
| 1998-1999 | River 65, Chieti                      | 1-0           | Aldini U.N.E.S., Milano               |        |
| 1999-2000 | Montegranaro, Montegranaro            | 3-1           | Sestese                               |        |
| 2000-2001 | Enotria                               | 1-0           | Real Cosenza                          |        |
| 2001-2002 | Caldora, Pescara                      |               |                                       |        |
| 2002-2003 | Montebelluna                          |               |                                       |        |
| 2003-2004 | Fincantieri Palermo                   |               | Aldini U.N.E.S., Milano               |        |
| 2004-2005 | Savio, Roma                           | 0-0 (4-1 dtr) | Montebelluna                          |        |
| 2005-2006 | Montebelluna                          | 2-0           | Virtus Calcio Bari                    |        |
| 2006-2007 | Aldini Bariviera, Milano              | 2-0           | Conegliano                            |        |
| 2007-2008 | Liventina Gorghense, Motta di Livenza | 1-0           | Fincantieri Palermo                   | [ 36 ] |
| 2008-2009 | Accademia Internazionale, Milano      | 0-0 (1-0 dts) | Mariano Keller, Napoli                | [ 37 ] |
| 2009-2010 | N. Tor Tre Teste, Roma                | 2-0           | Liventina Gorghense, Motta di Livenza | [ 38 ] |
| 2010-2011 | Sestese                               | 0-0 (4-3 dtr) | Fincantieri Palermo                   | [ 39 ] |
| 2011-2012 | Tau Calcio, Altopascio                | 3-1           | Savio, Roma                           | [ 40 ] |
| 2012-2013 | Montebelluna                          | 1-1 (7-6 dtr) | Aldini, Milano                        | [ 41 ] |
| 2013-2014 | Juventus Stars, Torino                | 1-0           | RapalloBogliasco                      | [ 42 ] |
| 2014-2015 | AlzanoCene                            | 1-0           | Futbolclub, Roma                      | [ 43 ] |
| 2015-2016 | Forlì                                 | 2-0           | Enotria                               | [ 44 ] |
| 2016-2017 | Pol. Calcio Sicilia, Palermo          | 3-1           | San Michele Cattolica Virtus, Firenze | [ 45 ] |
| 2017-2018 | Giorgione                             | 2-1           | Campitello, Terni                     | [ 46 ] |
| 2018-2019 | Olginatese                            | 4-0           | Pol. Calcio Sicilia, Palermo          | [ 47 ] |
| 2019-2020 | Non assegnata                         | Non assegnata | Non assegnata                         | [ 48 ] |
| 2020-2021 | Non disputata                         | Non disputata | Non disputata                         | [ 48 ] |
| 2021-2022 | Lodigiani                             | 2-1           | Virtus CiseranoBergamo                | [ 49 ] |
| 2022-2023 | Campodarsego                          | 0-0 (5-4 dtr) | Vigor Perconti, Roma                  | [ 50 ] |
| 2023-2024 | Affrico, Firenze                      | 4-1           | Levante Azzurro, Bari                 | [ 51 ] |
| 2024-2025 | Lascaris, Pianezza                    | 1-0           | Micri, Pomigliano d'Arco              | [ 52 ] |